# Leucoperichaetium eremophilum
Leucoperichaetium eremophilum är en bladmossart som beskrevs av Robert Earle Magill 1981 [1982. Leucoperichaetium eremophilum ingår i släktet Leucoperichaetium och familjen Grimmiaceae. IUCN kategoriserar arten globalt som sårbar. Inga underarter finns listade i Catalogue of Life.